# Го Оива
Го Оива (јап. 大岩 剛; 23. јун 1972) бивши је јапански фудбалер.

## Каријера
Током каријере је играо за Нагоја Грампус, Џубило Ивата и Кашима Антлерс.

## Репрезентација
За репрезентацију Јапана дебитовао је 2000. године. За тај тим је одиграо 3 утакмице.

## Статистика
| Јапан  | Јапан   | Јапан  |
| Година | Наступи | Голови |
| ------ | ------- | ------ |
| 2000.  | 3       | 0      |
| Укупно | 3       | 0      |